# Philip Jourdain
Philip Edward Bertrand Jourdain (Ashbourne, 16 de outubro de 1879 – Crookham, 1 de outubro de 1919) foi um lógico britânico seguidor de Bertrand Russell.
Nascido em Ashbourne no condado de Derbyshire foi mais um da larga família de Emily Clay e seu pai Francis Jourdain (que era o vigário da cidade). Foi parcialmente afetado pela Ataxia de Friedreich. Por meio das suas correspondências com Georg Cantor e Gottlob Frege, tomou um grande interesse sobre paradoxos relacionados ao Paradoxo de Russell, formulando o Paradoxo das cartas, uma variação do Paradoxo do mentiroso. Ele também manteve correspondências com Ludwig Wittgenstein, se reunindo com ele em Cambridge para falar do livro Grundgesetze der Arithmetik, sobre partes que Jourdain tinha preparado uma tradução. Ele também estudo logica algébrica e história da ciência, sendo Isaac Newton um estudo particular seu. Foi editor de Londres para o The Monist.
Sua irmã Eleanor Jourdain foi uma autora e acadêmica inglesa.

## Ligações Externas
- O'Connor, John J.; Robertson, Edmund F., «Philip Jourdain», MacTutor History of Mathematics archive (em inglês), Universidade de St. Andrews
- Obras de Philip Jourdain (em inglês) no Projeto Gutenberg
- Trabalhos de ou sobre Philip Jourdain no Internet Archive